# Ai confini della realtà (serie televisiva 1959)
Ai confini della realtà (The Twilight Zone) è una serie televisiva di genere fantascientifico trasmessa in quattro diversi periodi dalla televisione americana. La serie classica, creata da Rod Serling e che vide tra gli sceneggiatori Richard Matheson, Charles Beaumont e Ray Bradbury, andò in onda dal 1959 al 1964.
Dopo un primo film cinematografico, Ai confini della realtà, del 1983, la serie ha visto numerosi tentativi di remake, un primo fu trasmesso dal 1985 al 1989, un secondo è andato in onda tra il 2002 e il 2003 mentre un terzo è stato trasmesso nel 2019.
Seppure considerata fantascientifica, la serie in realtà esplorò raramente i temi classici della fantascienza, focalizzandosi invece su storie incentrate sulle vite di normali persone che venivano radicalmente cambiate dall'incontro con l'"ignoto", con uno squarcio nella realtà che faceva diventare credibile anche l'impossibile.
Spesso, se non sempre, con una morale finale, la serie contribuì a diffondere la fantascienza. Famosi i suoi switching endings, in cui la visuale dello spettatore veniva ribaltata con un colpo di scena finale che capovolgeva la prospettiva. Ogni episodio della serie era presentato da Serling, che introduceva lo spettatore nella vita di una persona che stava per cambiare a causa del suo ingresso nella zona "ai confini della realtà".

## Trama
(Tagline della serie)

## Episodi
| Stagione         | Episodi | Prima TV originale | Distribuzione Italia                                                |
| ---------------- | ------- | ------------------ | ------------------------------------------------------------------- |
| Prima stagione   | 36      | 1959-1960          | 1962-1979 (13 / 36 ep.) '80 (ep. restanti)                          |
| Seconda stagione | 29      | 1960-1961          | 1963-1970 (7 / 29 ep.) '80 (23 / 29 ep.) 2003-2004 (restanti 6 ep.) |
| Terza stagione   | 37      | 1961-1962          | '80                                                                 |
| Quarta stagione  | 18      | 1963               | 1969 (6 / 18 ep.) 2006 (restanti ep. in DVD)                        |
| Quinta stagione  | 36      | 1963-1964          | 2004-2005                                                           |

## Produzione
Il titolo originale della serie, The Twilight Zone (lett. "La zona del crepuscolo"), è un termine col quale la U.S. Air Force indica il momento in cui, durante la fase di atterraggio di un aereo, la linea dell'orizzonte scompare sotto il velivolo per un breve istante, lasciando per un attimo il pilota senza riferimenti.
Inoltre, tale titolo per molto tempo si attribuì alla caratteristica dell'ideatore Rod Serling che, soffrendo d'insonnia, sembrava fosse solito registrarsi (nella luce del crepuscolo, metaforicamente, quindi) le tracce di quelli che poi divenivano gli episodi della serie.

### Prima stagione
Il 2 ottobre 1959 la serie iniziò sulla CBS, con l'episodio La barriera della solitudine (Where Is Everybody?). Accolta da ottime recensioni, la serie tuttavia non incontrò immediatamente il favore del pubblico, e rimase a rischio di chiusura anticipata, almeno fino a novembre, quando andò in onda uno degli episodi più amati di tutte le stagioni, Tempo di leggere (Time Enough at Last), con Burgess Meredith nei panni dell'ultimo uomo rimasto sulla Terra dopo un disastro nucleare: amante dei libri, pensa che si consolerà con la lettura, ma rompe i suoi occhiali e non c'è proprio nessuno che glieli possa riparare.
Il terzo dal Sole (Third from the Sun) e Gente come noi (People Are Alike All Over), due altri classici assoluti, giocati tutti sul ribaltamento di prospettiva finale, e Ore perdute (The After Hours), in cui la protagonista scopre di non essere ciò che pensava, furono gli altri episodi memorabili tra i 36 della prima stagione, che infine ottenne anche un grande successo di pubblico, oltre a numerosi premi della critica. Rod Serling, Richard Matheson e Charles Beaumont scrissero tutte le sceneggiature, tranne una, e si ripeterono negli anni seguenti, con 127 dei 156 episodi della serie classica.

### Seconda stagione
L'arrivo di un nuovo sponsor, la Colgate-Palmolive, fu motivo di sollievo per i creatori della serie, soprattutto dopo che il nuovo direttore della CBS, James Aubrey, si era schierato contro il programma, minacciandone la chiusura perché troppo costoso.
Nonostante il clima di avversità in cui visse la serie, anche la seconda stagione produsse i suoi classici, tra i quali uno dei più famosi finali a sorpresa della storia del telefilm, l'episodio È bello quel che piace (Eye of the Beholder). Un giovanissimo William Shatner fu preda dell'euforia di conoscere il futuro in Appena in tempo (Nick of Time), mentre Richard Matheson giocò ancora col cambio di prospettiva finale in Gli invasori  (The Invaders).
Il colpo della Bella Addormentata  (The Rip Van Winkle Caper) fu uno dei classici episodi con morale finale, mentre in Chi è il vero marziano?  (Will the Real Martian Please Stand Up?) si ipotizzò la presenza di nuovi nemici per la Terra. Lo show ottenne nuovamente un grandissimo successo di critica, e fu confermato per la terza stagione.

### Terza stagione
Il super lavoro delle stagioni precedenti portò Rod Serling a diminuire il suo intervento diretto nelle sceneggiature della terza stagione, comunque ricordata per alcuni classici, quali Un piccolo mostro (It's a Good Life), la storia di un bambino con tremendi poteri psichici che tiene in ostaggio dei suoi capricci un intero villaggio, e  Calcia il barattolo (Kick the Can), in cui un gioco da ragazzi, calciare la lattina, avrà poteri miracolosi su un gruppo di anziani: entrambi gli episodi sarebbero stati reinterpretati nel film omaggio alla serie del 1983, Ai confini della realtà.
Altri classici furono Servire l'uomo (To Serve Man), in cui troppo tardi i protagonisti si accorgono che il significato letterale delle cose può essere pericoloso,  Il pupazzo (The Dummy), classica storia di un pupazzo che improvvisamente si anima, e  Le scarpe del morto (Dead Man's Shoes), in cui delle scarpe rischiano di portare la persona che le ha trovate su un sentiero di morte. L'episodio 15, Che tipo di pietà (A Quality of Mercy), vede apparire in un piccolo ruolo un giovanissimo Leonard Nimoy; e l'episodio 35, numero 100 della serie, Il corpo elettrico (I Sing the Body Electric), fu firmato da Ray Bradbury.
Problemi di sponsor spostarono la quarta stagione dello show da settembre a gennaio, mentre la presenza di Serling diventò meno appariscente quando l'autore fu chiamato ad insegnare dall'università presso la quale si era laureato.

### Quarta stagione
Già danneggiato dallo spostamento a gennaio, lo show fu afflitto da altri problemi nella sua stagione più travagliata. Innanzitutto la decisione della CBS di portare la durata degli episodi a un'ora, che Serling e i suoi autori non condivisero, in quanto pensavano che l'efficacia delle storie si sarebbe "diluita", poi vari problemi di lavoro e personali che costrinsero alcuni autori ad allontanarsi dalla serie: Serling diviso tra il nuovo impiego di professore e il lavoro di produttore, Beaumont debilitato da una grave malattia e il nuovo produttore Herbert Hirschman trasferito a un altro show.
Tra le note positive della stagione, la nuova sigla di apertura, girata proprio da Hirschman, che presentava una porta, un occhio, e una finestra i cui vetri si rompono, in un'ambientazione che richiamava le opere di René Magritte e sarebbe stata poi ripresa anche nel film dedicato alla serie; e almeno due dei diciotto episodi da ricordare, Nessun tempo è come il passato (No Time Like the Past), classico sul tema dei paradossi dei viaggi nel tempo, e  Lui è vivo (He's Alive), in cui il protagonista è un giovanissimo Dennis Hopper.
Al termine della stagione, fu presa la decisione di riportare il telefilm in autunno e gli episodi alla loro durata originaria.

### Quinta stagione
Malgrado il ritorno alla sua formula originaria, lo show era destinato a vivere la sua ultima stagione: il nuovo produttore, William Froug, ebbe vari scontri con i creativi, tanto da rinunciare a una sceneggiatura di Matheson, che poi sarebbe diventata un classico, The doll. Serling diminuì ulteriormente la propria presenza, anche perché stanco del super lavoro, e infine il network decise di cancellare lo show.
Ci fu una proposta di acquisizione da parte della ABC, ma Serling rifiutò di dare al programma la connotazione molto più "gotica" richiesta dalla rete. Nel corso dell'ultimo anno William Shatner fu protagonista di un altro classico assoluto, Incubo a 20.000 piedi (Nightmare at 20.000 feet), nei panni di un passeggero di un aereo che fa un incontro ravvicinato con un gremlin. Il numero 12 ti assomiglia (Number 12 Looks Just Like You) denunciò i rischi dell'omologazione a un sistema totalitario. In Chiamata notturna (Night Call) un'anziana riceve una telefonata da molto lontano.
In questa ultima stagione, per problemi di sforamento del budget previsto, fu trasmesso l'unico episodio non prodotto appositamente per la serie, Un avvenimento sul ponte di Owl Creek (An Occurrence at Owl Creek Bridge), tratto da un celebre racconto di Ambrose Bierce, adattamento del cortometraggio francese Un avvenimento sul ponte di Owl Creek (La Rivière du hibou) del regista Robert Enrico, già vincitore della Palma d'oro al Festival di Cannes e che nel 1964 si aggiudicò anche il Premio Oscar.
Il 19 giugno 1964 andò in onda La piscina stregata (The Bewitchin' Pool), episodio numero 156 della serie, ultimo di quella che sarebbe diventata "la serie classica" dello show.

### Casting
La serie non aveva un cast fisso, ad eccezione di Rod Serling che come presentatore e voce narrante vi comparve in tutti i 156 episodi. Per il resto si faceva ricorso ogni volta ad un gruppo di attori diverso, anche se furono molti gli attori che vi comparvero in più di una occasione in ruoli diversi. Le presenze più frequenti riguardano parti di comprimario, come Robert McCord (32 episodi), Jay Overholts (8 episodi) e (in 5 episodi ciascuno) Vaughn Taylor, David Armstrong e James Turley.	
Tra i numerosissimi attori che presero parte ai vari episodi troviamo nomi illustri come Agnes Moorehead, William Shatner, Robert Redford, Burgess Meredith, Charles Bronson, Jack Klugman, Elizabeth Montgomery, Mickey Rooney, Dennis Hopper, Cliff Robertson, George Takei, Carol Burnett, James Doohan, Donna Douglas, e altri. Tra gli attori bambini il preferito (con 3 presenze) fu Bill Mumy, protagonista del celeberrimo episodio Un piccolo mostro (It's a Good Life, 1961). Vi comparvero anche Scotty Morrow, Ron Howard, Michael Montgomery, Billy Booth, Jan Handzlik, Stephen Talbot, Charles Herbert, e Ricky Kelman.

## Distribuzione

### Italia
Ai confini della realtà è andato parzialmente in onda nei canali Rai (a partire dal 14 aprile 1962) e Italia 1, per poi essere riproposto da altri canali gratuiti e a pagamento.
Riguardo alla serie classica, sono uscite (ma sono andate fuori catalogo) in italiano tutte e cinque le edizioni in DVD, nei cofanetti prodotti dalla Dall'Angelo Pictures e distribuiti dalla DNC, basati sulla Definitive Edition della versione americana; per la stessa casa di distribuzione è stato inoltre pubblicato il cofanetto Ai confini della realtà - I tesori perduti, contenente lo speciale Twilight Zone - Rod Serling's Lost Classics e l'episodio della serie Westinghouse Desilu Playhouse intitolato The Time Element con doppiaggio in italiano.

## Altri media

### Fumetti
- Negli Stati Uniti la Western Publishing pubblicò 4 fumetti dal titolo "Twilight Zone" tramite la casa editrice Dell Comics: il primo nel 1961, gli altri 3 nel 1962. I primi due albi facevano parte della serie antologica di lungo corso Four Color (erano numerati come 1173 e 1288[4]), gli altri due numerati ed editi in modo autonomo (maggio-luglio 1962 l'albo indicato come 01-860-207; agosto-ottobre, sempre del 1962, l'albo 12-860-210).
- La Western ricominciò poi la serie con un nuovo numero 1 (novembre 1962), sotto la Gold Key[5]: questa serie durò 92 numeri, fino al 1982 (in verità il numero 91 uscì nel 1979, solo l'ultimo numero vide le stampe nel maggio del 1982). Le storie ebbero anche alcune ristampe (in Mystery Comics Digest): molti artisti celebri contribuirono alla serie, Dan Spiegle, Frank Thorne, Alex Toth, Joe Orlando, Jerry Robinson. Il numero 84 (giugno 1978) è il primo albo a fumetti pubblicato dallo sceneggiatore e disegnatore Frank Miller (Devil, Batman: Anno uno, Batman - Il ritorno del Cavaliere Oscuro, 300 e molte altre serie di successo).
- Nel novembre 1990 una nuova serie venne pubblicata dalla NOW Comics, utilizzando come logo quella della nuova serie televisiva del 1985. Durò 9 numeri, fino all'ottobre 1991; il mese successivo uscì un nuovo numero 1 per un'altra serie, che durò 11 albi (fino a settembre 1992).

## Remake

### Ai confini della realtà(1983)
Nel 1983 viene realizzato il lungometraggio cinematografico Ai confini della realtà (Twilight Zone: The Movie), film a episodi prodotto da Steven Spielberg e John Landis, che nasce con l'intenzione di rendere omaggio alla serie televisiva di Rod Serling. Dei quattro episodi preceduti da un prologo, solo il primo, Time Out, diretto da John Landis, è originale, gli altri tre, Il gioco del bussolotto (Kick the can), diretto da Steven Spielberg; Prigionieri di Anthony (It's a good life), diretto da Joe Dante, e Terrore ad alta quota (Nightmare at 20.000 Feet), diretto da George Miller, sono remake di tre classici episodi della serie televisiva.

### Ai confini della realtà(1985-1989)
Nonostante il progetto di iniziare una nuova stagione fosse in cantiere da tempo, la CBS non si decideva a dare il via libera alle riprese, ma il successo che stava incontrando la fantascienza presso il pubblico del cinema, soprattutto grazie alle opere di Steven Spielberg, molte delle quali prendevano degli spunti proprio dai temi classici del telefilm, convinse infine i dirigenti del network televisivo.

### The Twilight Zone(2002-2003)
Dopo un tentativo fallito (a causa dei bassi indici di ascolto) di aggiornare il mito del telefilm fatto nel 1994 da Richard Matheson e dalla moglie di Serling, Carol, con due film per la tv tratti da una sceneggiatura di Serling e da una di Matheson che dovevano dare inizio alla serie Ai confini della realtà - I tesori perduti (Twilight Zone: Rod Serling's lost classics), fu la UPN a proporre la terza serie dello show. L'attore Forest Whitaker introduceva gli episodi, 44, trasmessi in coppia nelle 22 puntate di quella che fu l'unica stagione del "revival" della serie, cancellata per i bassi indici di ascolto.

### The Twilight Zone(2019-2020)
Nel novembre del 2017 la CBS annuncia, per il suo portale streaming CBS All Access, il ritorno della serie. Il produttore e narratore di questa nuova versione è Jordan Peele. Marco Ramirez e Simon Kinberg producono la serie al fianco di Peele, mentre Greg Yaitanes ne supervisiona la continuity dal punto di vista produttivo. Nel settembre del 2018 iniziano le riprese della prima stagione. Il 31 gennaio 2019 viene annunciata la data d'uscita, ovvero il 1º aprile 2019, mentre al Super Bowl viene mandato in onda il primo trailer della serie. A febbraio 2021 è stato confermato che gli autori considerano la serie conclusa, e che non ci sarebbe stata una terza stagione.

## Citazioni e riferimenti
La cultura popolare ha reso più volte omaggio alla serie e ai suoi episodi classici, con tutti i propri media, dalla musica, alla televisione, al cinema, ai cartoni animati. L'immagine di Serling è stata inserita in entrambe le sigle iniziali delle due serie remake: in quella degli anni ottanta, appare come immagine fantasma prima del titolo, mentre in quella degli anni duemila è tra altre immagini che scorrono sullo schermo.

### Musica
- Il gruppo vocale dei Manhattan Transfer ha inciso nel 1979 il singolo Twilight zone, proposto poi dal vivo con particolari costumi ed effetti speciali.
- Anche gli olandesi Golden Earring, nel 1983, hanno inciso un singolo intitolato Twilight Time.
- Il gruppo The Number Twelve Looks Like You ha preso il nome dall'episodio Il numero 12 ti assomiglia (Number 12 Looks Like You).
- Twilight Zone è anche un brano musicale degli Iron Maiden tratto dall'album Killers.
- The Twilight Zone è un brano dei Rush incluso nell'album 2112, ispirato da due episodi della serie: Chi è il vero marziano? (Will the Real Martian Please Stand Up?) e Sosta in una città tranquilla (Stopover in a Quiet Town).
- Il gruppo punk britannico Chaos UK inizia il brano 2010 (The Day They Made Contact) come l'intro della sigla di The Twilight Zone.
- Il musicista italiano Paolo Catena (in arte Paul Chain) ha inciso un brano intitolato Ai confini della realtà, compreso nella compilation Not of This Earth.
- I Weather Report hanno inciso nel 1972 un album intitolato I Sing the Body Electric come il centesimo episodio della serie. Il titolo è preso da un poema di Walt Whitman.
- La canzone The Lost Children di Michael Jackson, dall'album Invincible, è ispirata al 21º episodio della terza stagione della serie: Calcia il barattolo. Ha introdotto le voci dei bambini nell'episodio nel brano.
- The Twilight Zone viene citata anche da Rockwell nella canzone Somebody's Watching Me, come indice della paranoia del protagonista che si sente costantemente osservato da qualcuno.

### Televisione
- I protagonisti del celebre show Saturday Night Live hanno più volte proposto parodie di episodi classici della serie.
- In un episodio de L'albero delle mele, una delle ragazze protagoniste imita il modo di raccontare le storie di Rod Serling.
- L’episodio Chicago Shoe Exchange della serie Sposati... con figli (Married... with Children), ovvero il 24° e ultimo della 11ª stagione, andato in onda il 9 giugno 1997, termina con la sigla di chiusura della serie. Questa scelta fu un modo surreale e irriverente di concludere la saga dei Bundy.
- Lo show televisivo Avanzi prodotto dalla Rai aveva, nelle sue rubriche, uno spazio chiamato Ai confini della decenza in cui si parlava di strani eventi e ingiustizie nell'Italia degli anni novanta. Un uomo abbastanza simile a Rod Serling introduceva gli episodi e, alla fine, partiva la musica della sigla iniziale seguita dal commento:

- Il celebre tema d'apertura della serie scritto da Marius Constant è stato utilizzato nello show game Avanti un altro! come motivo introduttivo per l'entrata in scena dell'alieno.
- La serie televisiva Una mamma per amica ha reso vari omaggi alla serie:
  - Nell'episodio It Should've Been Lorelai, Lorelai dice che la mattina ha una "Twilight Zone feel".
  - Il primo episodio della settima stagione ha lo stesso titolo dell'episodio Il lungo domani (The Long Morrow).
  - Lorelai, nell'episodio The Perfect Dress, paragona la situazione del suo matrimonio a un episodio di Ai confini della Realtà.

### Cinema
- In Ace Ventura - Missione Africa (Ace Ventura: When Nature Calls) c'è un omaggio alla serie, quando Jim Carrey dice di aver visto un mostro sull'ala dell'aereo, come nell'episodio classico Incubo a 20.000 piedi (Nightmare at 20.000 feet).
- Nel film Jumanji, il protagonista, Alan Parrish (Robin Williams), riferendosi agli eventi paradossali che stanno avvenendo in città apostrofa "Sembra una puntata di Ai confini della realtà"
- Nel film Madagascar nella scena in cui gli animali nativi dell'isola si riuniscono in un vecchio aereo per parlare dell'arrivo degli strani esseri (in realtà gli animali dello zoo di New York), ad un certo punto si crea un clima di terrore generale. Tutti gli animali scappano terrorizzati in tutte le direzioni. Ad un certo punto un animaletto prende un libro dal titolo "Servire i Lemuri" ed esclama: "È un ricettario!", proprio come la traduttrice del libro "Servire l'Uomo" dell'omonimo episodio della serie degli anni sessanta.
- Nel film Professore per amore i protagonisti Keith Michaels (Hugh Grant) e Holly Carpenter (Marisa Tomei) parlano espressamente della serie, facendo esplicito riferimento all'episodio della prima stagione della prima stagione La giostra (Walking Distance), ambientato proprio nel paese dello stato di New York dov'è ambientato anche il film in questione; una targa ricorda che Rod Sterling utilizzò esattamente quella giostra per il suo racconto.

### Animazione
Il mondo dei cartoni animati è quello che ha reso il maggior numero di omaggi alla serie, soprattutto grazie a Matt Groening e alle sue due serie di straordinario successo, I Simpson e Futurama.
- In Futurama, cartone ambientato nella New York dell'anno 3000, c'è uno show chiamato The Scary Door, che gioca con i classici ribaltamenti di prospettiva della serie, portandone le conseguenze all'estremo, con personaggi che subiscono continuamente i colpi della sorte.
- I Simpson hanno reso vari omaggi alla serie, soprattutto negli episodi speciali di Halloween, La paura fa novanta. Tra gli episodi parodiati:
  - Servire l'uomo (To Serve Man) in La paura fa novanta I, segmento Affamati sono i dannati (Hungry Are the Damned)
  - Un piccolo mostro (It's a Good Life) in La paura fa novanta II, segmento La zona Bart (The Bart Zone)
  - La bambola vivente (Living Doll) in La paura fa novanta III, segmento Clown senza pietà (Clown Without Pity)
  - Incubo a 20.000 piedi (Nightmare at 20.000 Feet) in La paura fa novanta IV, segmento Terrore a cinque piedi e mezzo, che sarebbero un po' più di due metri (Terror at 5½ Feet)
  - La bambina perduta (Little Girl Lost) in La paura fa novanta VI, segmento Homer³
  - I piccoli uomini (The Little People) in La paura fa novanta VII, segmento La vaschetta della genesi (The Genesis Tub)
  - Un cronometro particolare (A Kind of a Stopwatch) in La paura fa novanta XIV, segmento Fermate il mondo, voglio scherzare (Stop the World, I Want to Goof Off)
  - Il testamento purpureo (The Purple Testament) in La paura fa novanta XV, segmento La zona Ned (The Ned Zone)
- Nella serie I Griffin si ritrovano vari riferimenti allo show: in un episodio compare anche Serling, che viene interrotto mentre sta parlando sui titoli di coda da un colpo che riceve dal cane di famiglia, Brian. In un altro episodio, l'ultima cellula cerebrale rimasta al capofamiglia, Peter, interpreta il personaggio di Tempo di leggere (Time Enough at Last), circondato di libri da leggere ma con gli occhiali che accidentalmente si rompono, lasciandolo senza quell'ultimo svago.
- Johnny Bravo si è trovato in tre episodi del suo cartone animato nella Zona dove le cose normali non accadono molto spesso.
- In un episodio di The Garfield Show viene citata la "Zona Garfield" (in inglese Garfield Zone).

### Libri
- Nel suo saggio sull'orrore Danse macabre, Stephen King dedica un'intera sezione a parlare dell'amata prima serie di Ai confini della realtà. Scrive King sulla famosa serie televisiva:

(Stephen King, Danse macabre)

### Videogiochi
- Nel videogioco Alan Wake vi si potranno accendere dei televisori sparsi in vari livelli dove in onda sarà trasmessa una serie tv chiamata Night Springs. Si tratta di un evidente omaggio ad Ai confini della realtà, con musica d'apertura molto simile, design del logo e con un conduttore, sosia di Rod Serling, che inizia e conclude gli episodi con una morale.

### Fumetti
- Il numero 7 della serie regolare di Dylan Dog si intitola La Zona del Crepuscolo, traduzione letterale del nome della serie televisiva.
- Nell'albo gigante n.4 (dicembre 1995) di Dylan Dog, Cronache di straordinaria follia e, più precisamente all'inizio della prima storia, si vede un uomo che si suicida perché aveva perso il significato comune delle parole, proprio come il protagonista dell'episodio Parole in libertà (Wordplay) della serie del 1985.
- Nell'albo n.76 (luglio 1988) di Martin Mystère, intitolato Il Piccolo Popolo, viene rivissuta la scena del passeggero terrorizzato da un Gremlin di Incubo a 20.000 piedi (Nightmare at 20.000 Feet).
- La storia Paperino Paperotto e il grande sonno (scritta da Bruno Enna, e disegnata da Nicola Tosolini), pubblicata su Topolino nei nn. 2898 e seguenti (2011), ha come incipit la frase iniziale della serie trasportata nel mondo dei paperi e tutta la storia si incentra su situazioni già narrate o narrabili nella serie.
- Nel 2020, Edizioni BD pubblica Ai confini della realtà. La vita di Rod Serling adattamento italiano dell'opera di Koren Shadmi The Twilight Man: Rod Serling and the Birth of Television [8].

### Parchi a tema
- La Hollywood Tower del parco Disneyland Paris è ispirata a quella apparsa nel film.